# Vasmag
A vasmag kulcsszerepet játszó alkatrésze sok elektromágneses eszköznek, így például az elektromágneseknek, transzformátoroknak, tekercseknek vagy induktivitásoknak, és a villamos forgógépeknek is, noha utóbbi esetben általában „vastestnek” nevezik. A vasmag elnevezése ellenére nem feltétlenül vasból készül, noha leggyakrabban ténylegesen vas anyagú.
Legfontosabb szerepe, hogy az ilyen eszközök gerjesztés igényét csökkentse, azaz az eszközben egy adott árammal vasmag alkalmazása mellett nagyobb mágneses indukciót hozhatunk létre. További fontos szerepe a mágneses fluxus vezetése, ami által árnyékolási funkciót is elláthat.
Ezeket a feladatokat akkor képes ellátni, ha olyan anyagból készül, amely permeabilitása nagy például ferrit, vas, nikkel, kobalt és egyéb ferromágneses anyagok.
Az elektromágneses eszközök működése szempontjából a vasmag következő jellemzői rendkívül fontosak:
- a vasmag geometriája (keresztmetszetek, hosszok)
- a légrés mérete (amennyiben van)
- a vasmag mágneses tulajdonságai főként a permeabilitás, a mágnesezési görbe hiszterézis területének nagysága, és a gazdaságosan elérhető maximális mágneses indukció
- a működési hőmérséklet (a mágneses tulajdonságok ugyanis hőmérsékletfüggőek)
- a villamos vezetőképesség (Ez utóbbi váltakozóáramú felhasználásnál fontos, hiszen ekkor a változó mágneses fluxus a vasmagban is indukál feszültséget, ami az ellenállástól függő nagyságú áramokat okoz (örvényáramok) Az örvényáramok csökkenthetők a vasmag lemezelésével, valamint nagy ohmos ellenállású anyagok használatával.

## Vasmagok osztályozása
Vasmag anyaga alapján:
- lágyvas
- vas-szilikát
- ferrit
- porvas
- Egyéb, speciális anyag

Felépítés alapján:
- vágott lemezes
- hajlított lemezes
- tömör

A vasmag alakja alapján:
- Hasáb, henger
- CI, UI
- M, EI
- Toroid
- Fazékvasmag
- Sík, planáris
- Egyéb: motor/generátor/dinamó állórész/forgórész, eltérítőtekercsek, stb...

## Elterjedten használt vasmagtípusok

### Körkeresztmetszetű egyenes rúd
Leggyakrabban ferritből vagy hasonló anyagból készül, és rádiókban használják egy tekercs induktivitásának finomhangolására. A vasmag a tekercs belsejében finoman mozgatható, és ezáltal változtatható annak induktivitása.
A nagy permeabilitású vasmag jelenléte növeli az induktivitást, de a mágneses tér a rúd két végén kilépve a levegőn keresztül záródik. A levegőn át záródó rész biztosítja, hogy az induktivitás lineáris, telítődés nem fordul elő üzemi áramoknál. Az effajta tekercseknél a rúd két végén elektromágneses sugárzás lép fel, ami elektromágneses interferenciát okoz. Ez bizonyos esetekben problémát jelent.

### "I" vasmag
Négyszögkeresztmetszetű rúd, önmagában ritkán használják.

### "C" vagy "U" vasmag
C és U alakú vasmagok segítségével könnyen készíthető zárt vasmag egy további I, C vagy U' mag felhasználásával.

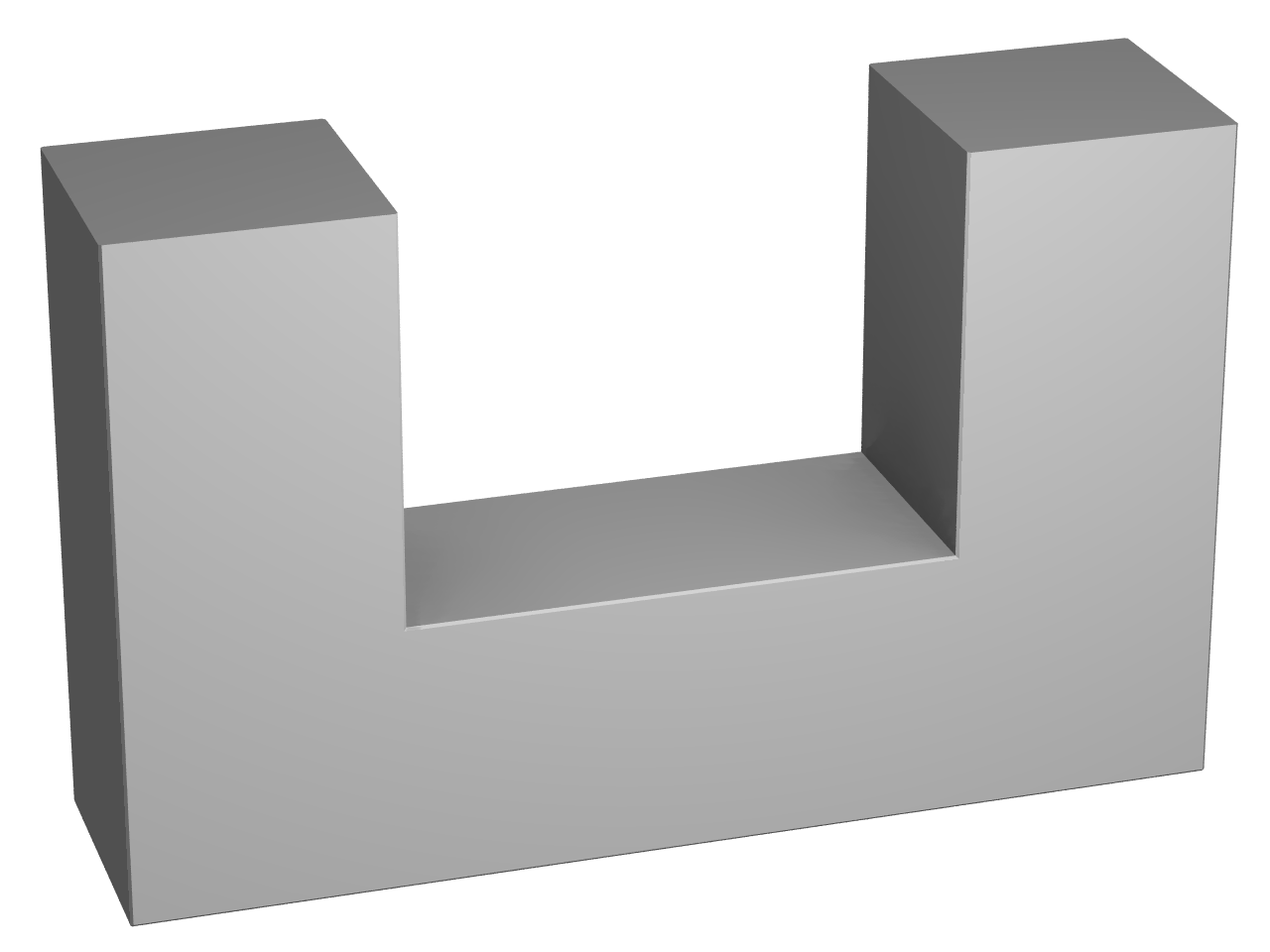
Egy U alakú vasmag éles sarkokkal
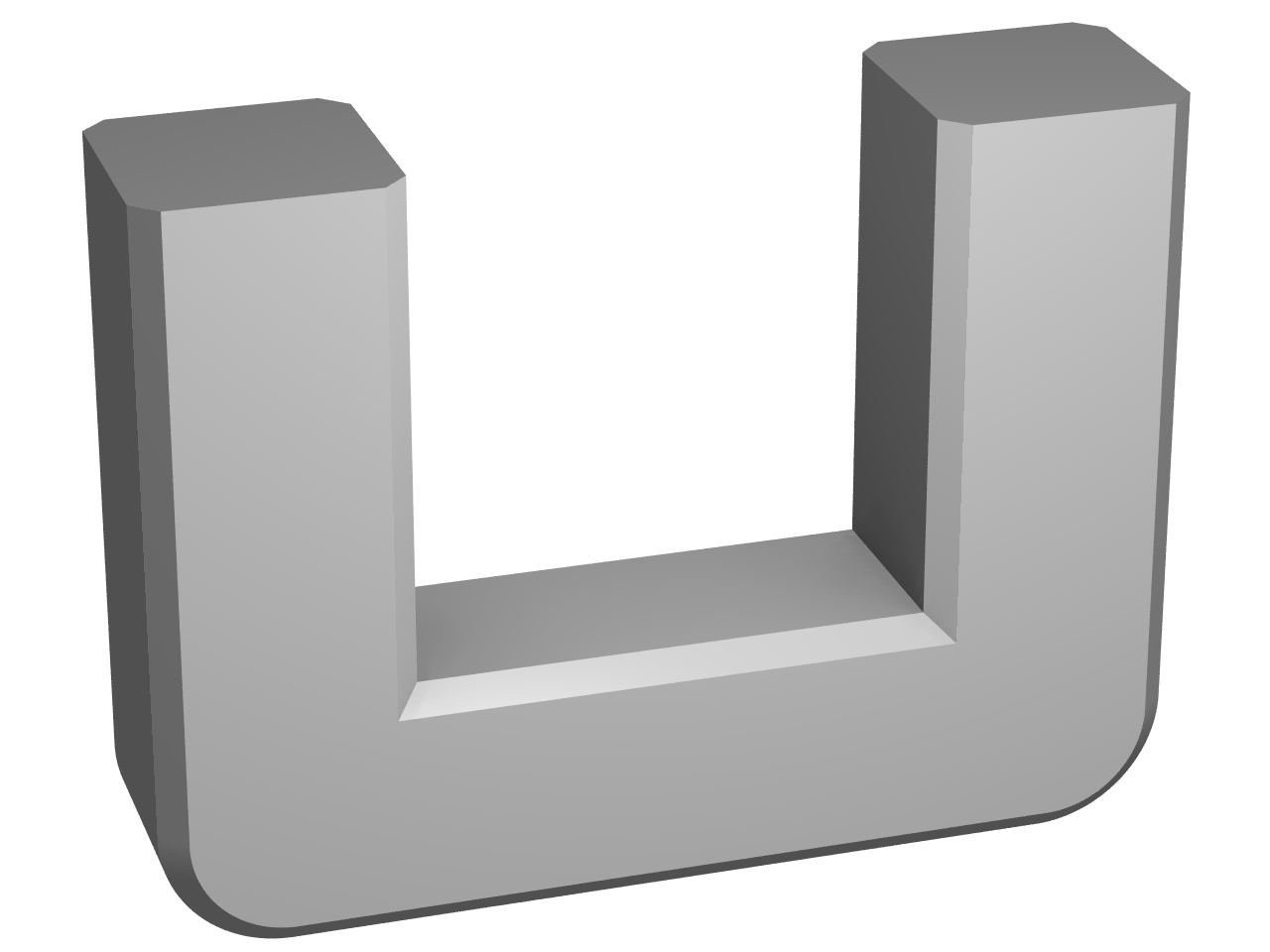
Egy C alakú vasmag lekerekített sarkokkal

### "E" vasmag
Az E alakú vasmag az előzőekhez képest szimmetrikusabb megoldás a zárt mágneses kör szempontjából. Legtöbbször a tekercset a középső oszlop köré tekerik, amely keresztmetszete a szélső oszlopokénak kétszerese.

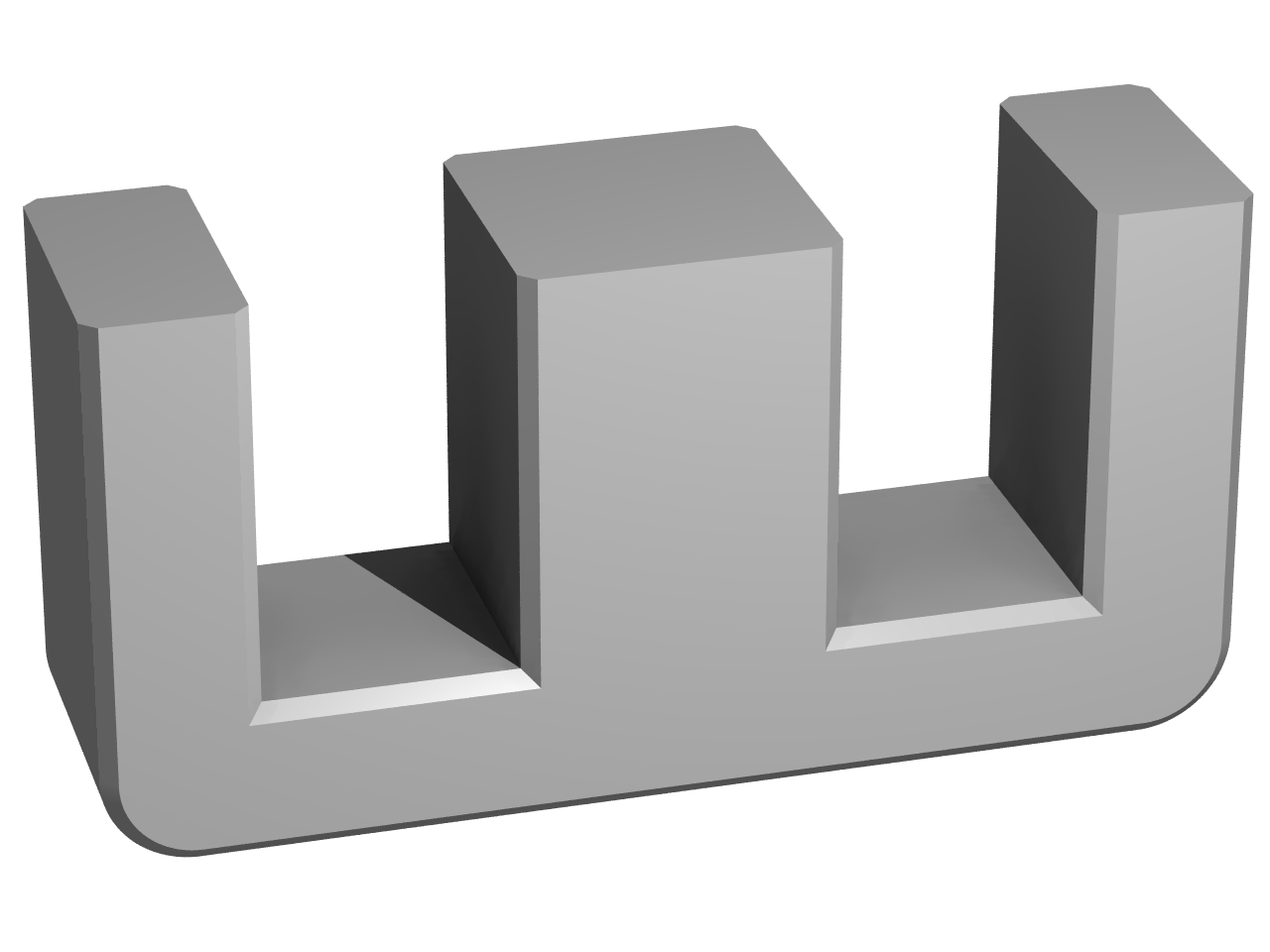
E vasmag
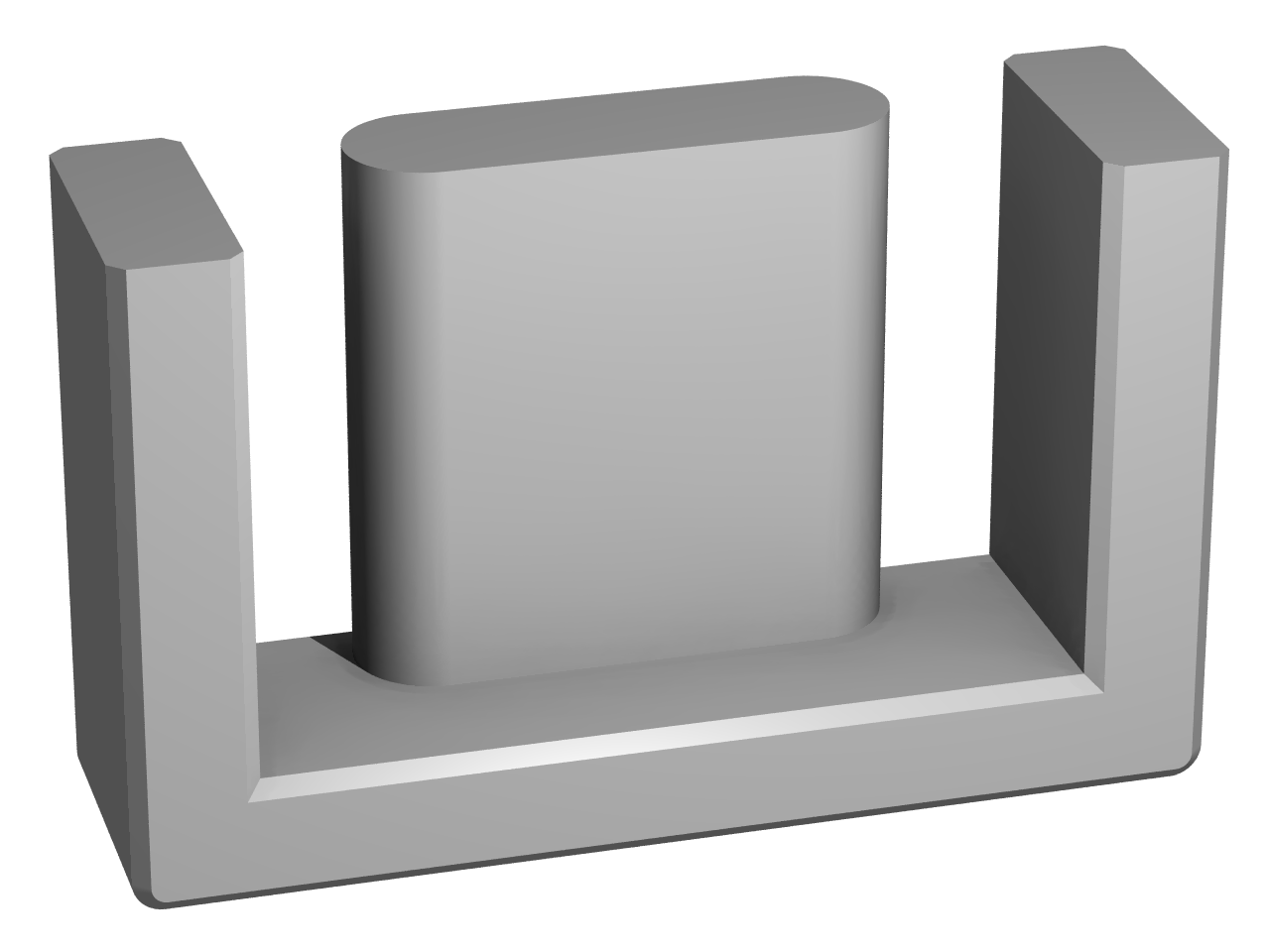
Az EFD vasmag vékonyabb tekercsek vagy transzformátorok elkészítését teszi lehetővé
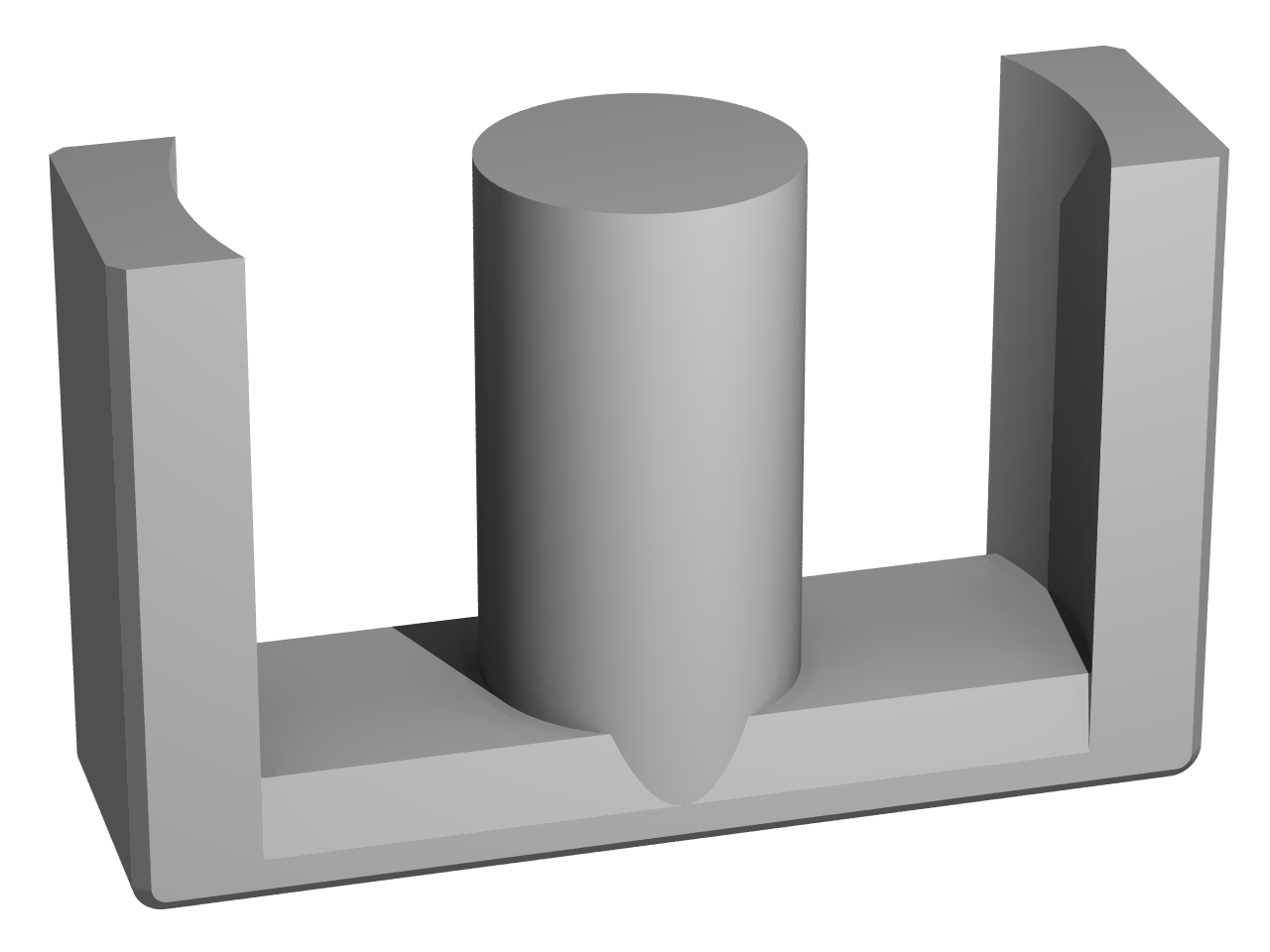
Az ER vasmag középső oszlopa körkeresztmetszetű
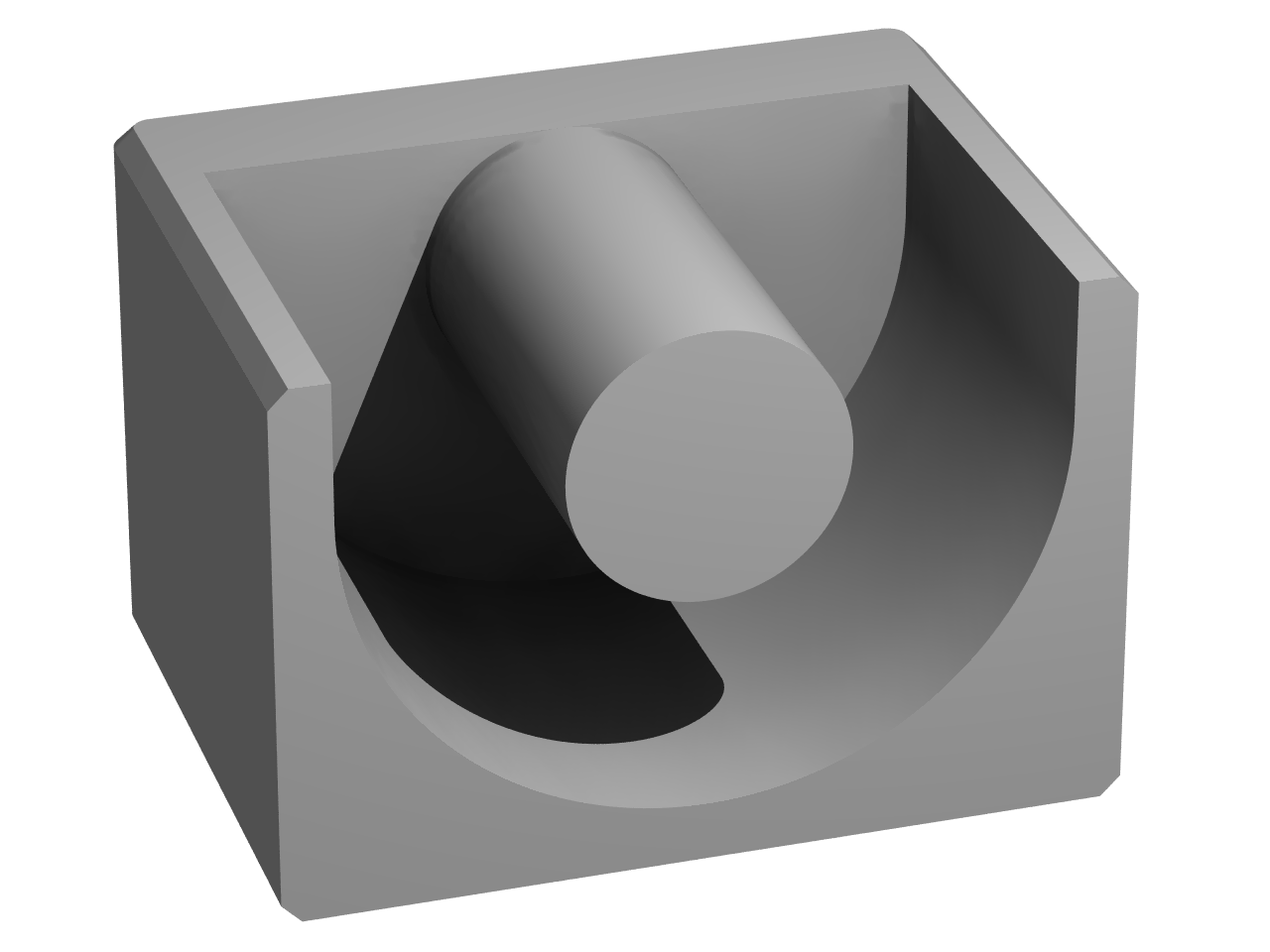
Az EP vasmag a fazék vasmag és az E vasmag ötvözete

#### Zárt vasmag „E" és „I" vasmag felhasználásával
Vaslemezekből „E" és „I" alakú darabok kisajtolásával készül. Az „I" magot az „E" nyitott végére helyezik. A tekercset vagy tekercseket bármely oszlopra rá lehet tekerni azonban a szimmetria miatt a középsőre szokás. Ezt a fajta magot igen gyakran használják transzformátorok, autotranszformátorok és induktivitások készítésére.
Induktivitások esetén néha célszerű a vasmag telítésének elkerülése érdekében egy kis légrést hagyni, ekkor általában az „E" mag középső oszlopa rövidebb, mint a két szélső.

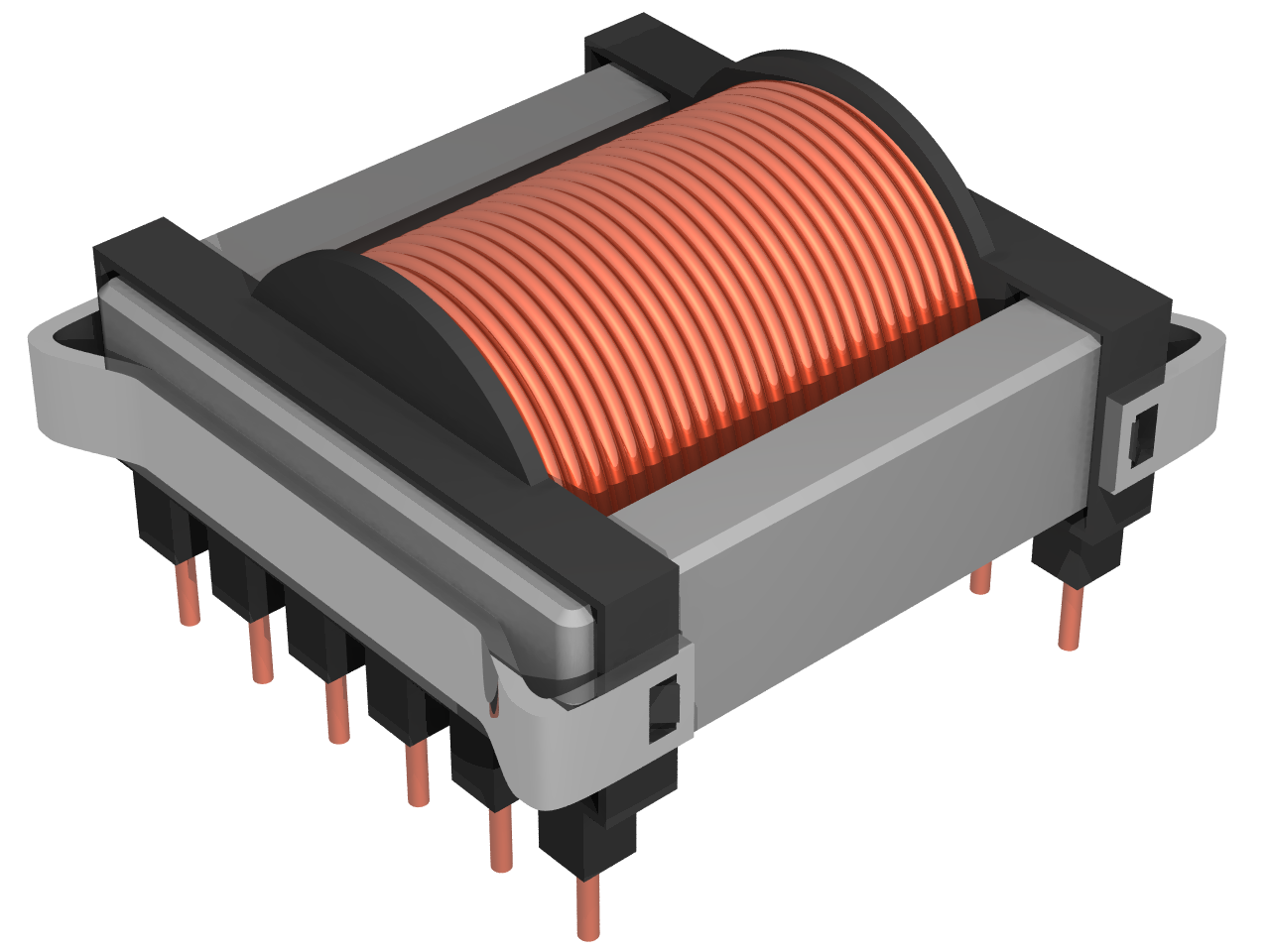
Induktivitás készítése két ER magból, egy műanyag csévetest és két klipsz. A csévetest tűs csatlakozókkal rendelkezik, hogy nyomtatott áramköri lemezbe lehessen forrasztani.

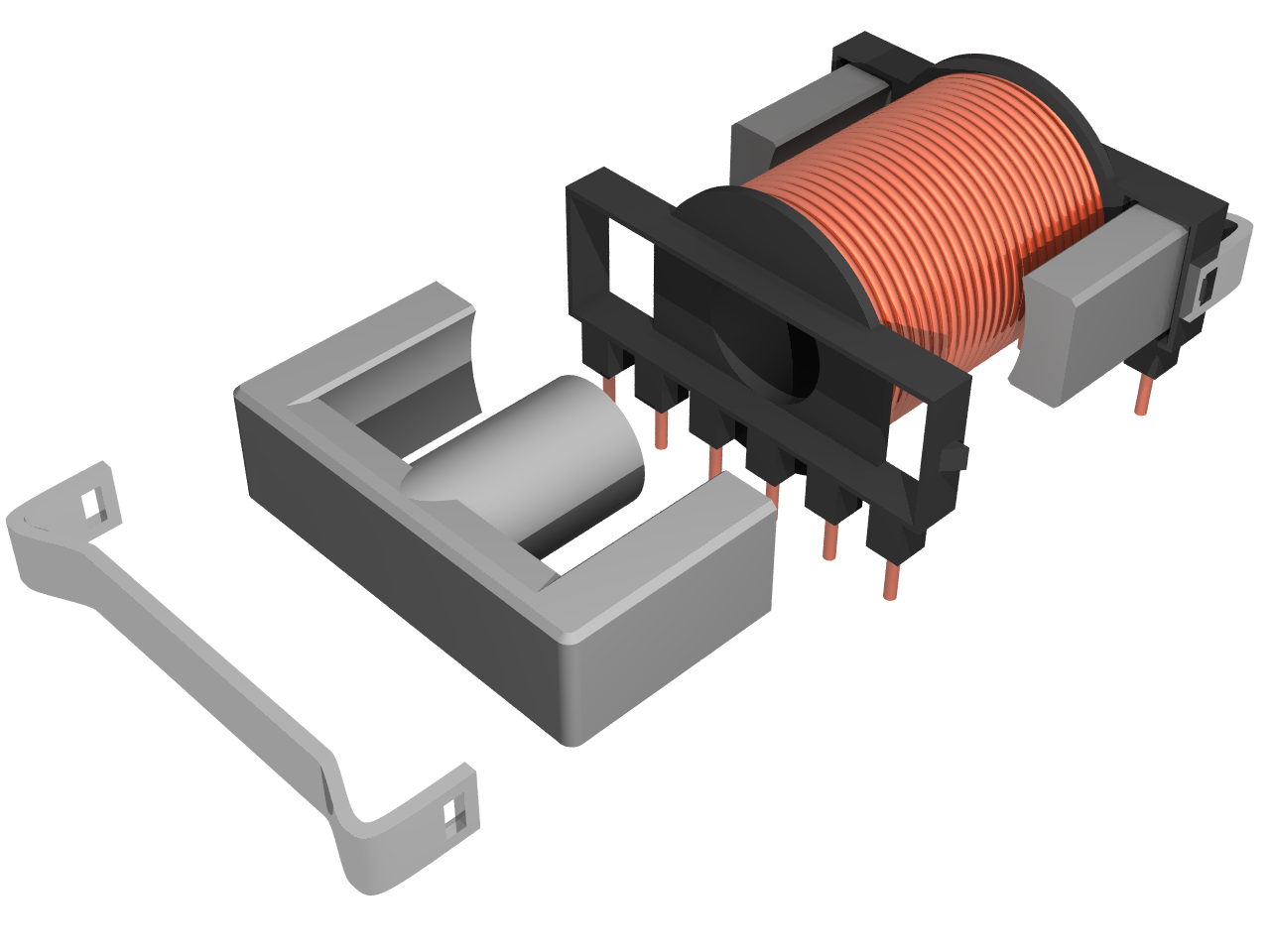
Az előző ábra robbantva

#### Zárt vasmag „E" vasmag párból
Az „I" és „E" maghoz hasonlóan két „E" magból is készíthető zárt vasmag. Szintén az előbbiekhez hasonlóan lehetőség van légrés beépítésére.

### Vágott vaslemezből készült vasmagok
Napjainkban is elterjedt a melegen hengerelt szilícium-vas lemezekből készített vasmagok. Az ilyen vasmagból készült transzformátorok tápegységekben való használata visszaszorult, viszont nagy teljesítményű, több kW-os, illetve MW-os teljesítményű transzformátorok készítéséhez ma is ilyen transzformátorokat használnak.
Régebben hálózati tápegységek transzformátorait és hangfrekvenciás illesztőtranszformátorokat készítettek ezzel a technikával. Mind a lemezek, mind a vasmagok méretét szabvány határozta meg.
| Vasmagtípusok jelölése | Vasmagtípusok jelölése       | Vasmagtípusok jelölése |
| Vasmag                 | Volt szocialista országokban | Nemzetközi             |
| ---------------------- | ---------------------------- | ---------------------- |
| EI                     | EI                           | SE                     |
| M                      | M                            | SM                     |
| UI, CI                 | UI                           | SU                     |

#### EI lemezmagok szabványos adatai[1]
| Jelölés   | a   | b    | c    | d  | e   | Amag(cd) | Aablak(eb) | P   | η  | Közepes menethossz | Primer tekercs | Primer tekercs | Szekunder tekercs | Szekunder tekercs | Δi   |
| Jelölés   | mm  | mm   | mm   | mm | mm  | cm2      | cm2        | VA  | %  | cm                 | np (menet/V)   | Sn (A/mm2)     | ns (menet/V)      | Sn (A/mm2)        | Δi   |
| --------- | --- | ---- | ---- | -- | --- | -------- | ---------- | --- | -- | ------------------ | -------------- | -------------- | ----------------- | ----------------- | ---- |
| EI 30/10  | 30  | 15   | 10   | 10 | 5   | 1        | 0,75       |     |    |                    |                |                |                   |                   | 1,03 |
| EI 38/12  | 38  | 19,2 | 12,8 | 12 | 6.4 | 1,54     | 1,22       |     |    |                    |                |                |                   |                   | 1,03 |
| EI 42/14  | 42  | 21   | 14   | 14 | 7   | 1,96     | 1,47       |     |    |                    |                |                |                   |                   | 1,03 |
| EI 48/16  | 48  | 24   | 16   | 16 | 8   | 2,56     | 1,92       | 5   | 65 | 9,1                | 17,5           | 4,4            | 20                | 1,15              | 1,03 |
| EI 54/18  | 54  | 27   | 18   | 18 | 9   | 3,24     | 2,43       | 10  | 68 | 10,4               | 13,6           | 3,9            | 15,4              | 1,15              | 1,03 |
| EI 60/20  | 60  | 30   | 20   | 20 | 10  | 4        | 3          | 15  | 72 | 11,6               | 10,9           | 3,7            | 12                | 1,15              | 1,03 |
| EI 66/22  | 66  | 33   | 22   | 22 | 11  | 4,84     | 3,63       | 20  | 75 | 12,7               | 9,1            | 3,5            | 10                | 1,15              | 1,03 |
| EI 78/26  | 78  | 39   | 26   | 26 | 13  | 6,76     | 5          | 35  | 78 | 14,9               | 6,5            | 3,2            | 7                 | 1,15              | 1,03 |
| EI 84/28  | 84  | 42   | 28   | 28 | 14  | 7,84     | 5,88       | 50  | 81 | 16,1               | 5,6            | 3              | 6,2               | 1,15              | 1,03 |
| EI 84/42  | 84  | 42   | 28   | 42 | 14  | 11,76    | 5,88       | 76  | 85 | 19,2               | 3,7            | 2,9            | 4                 | 1,15              | 1,03 |
| EI 92/23  | 92  | 51   | 23   | 23 | 23  | 5,29     | 11,73      |     |    |                    |                |                |                   |                   | 1,03 |
| EI 92/32  | 92  | 51   | 23   | 32 | 23  | 7,36     | 11,73      |     |    |                    |                |                |                   |                   | 1,03 |
| EI 92/30  | 92  | 46   | 30   | 30 | 16  | 9        | 7,36       |     |    |                    |                |                |                   |                   | 1,03 |
| EI 92/42  | 92  | 46   | 30   | 42 | 16  | 12,6     | 7,36       |     |    |                    |                |                |                   |                   | 1,03 |
| EI 106/32 | 106 | 56   | 29   | 32 | 24  | 9,28     | 13,44      |     |    |                    |                |                |                   |                   | 1,03 |
| EI 106/45 | 106 | 56   | 29   | 45 | 24  | 13       | 13,44      |     |    |                    |                |                |                   |                   | 1,03 |
| EI 106/34 | 106 | 53   | 34   | 34 | 18  | 11,56    | 9,54       |     |    |                    |                |                |                   |                   | 1,03 |
| EI 106/35 | 106 | 53   | 35   | 35 | 18  | 12,3     | 9,54       | 100 | 85 | 22                 | 3,5            | 2,6            | 3,6               | 1,15              | 1,03 |
| EI 106/47 | 106 | 53   | 47   | 47 | 18  | 15,98    | 9,54       | 140 | 87 | 23,9               | 2,7            | 2,4            | 2,8               | 1,15              | 1,03 |
| EI 130/36 | 130 | 70   | 35   | 36 | 30  | 12,6     | 21         |     |    |                    |                |                |                   |                   | 1,03 |
| EI 130/46 | 130 | 70   | 35   | 46 | 30  | 12,1     | 21         | 230 | 90 | 54,3               | 3,5            | 2,2            | 3,6               | 1,15              | 1,03 |

#### M lemezmagok szabványos adatai
| Jelölés  | a   | b  | c  | d  | e    | Amag(cd) | Aablak(eb) | P   | η  | Közepes menethossz | Primer tekercs | Primer tekercs | Szekunder tekercs | Szekunder tekercs | Δi   |
| Jelölés  | mm  | mm | mm | mm | mm   | cm2      | cm2        | VA  | %  | cm                 | np (menet/V)   | Sn (A/mm2)     | ns (menet/V)      | Sn (A/mm2)        | Δi   |
| -------- | --- | -- | -- | -- | ---- | -------- | ---------- | --- | -- | ------------------ | -------------- | -------------- | ----------------- | ----------------- | ---- |
| M 20/5   | 20  | 13 | 5  | 5  | 4    | 0,25     | 0,52       |     |    |                    |                |                |                   |                   |      |
| M 30/7   | 30  | 20 | 7  | 7  | 6,5  | 0,49     | 1,3        |     |    |                    |                |                |                   |                   |      |
| M 42/15  | 42  | 30 | 12 | 15 | 9    | 1,8      | 2,7        | 4   | 60 | 9,3                | 21,6           | 4,5            | 28,1              | 1,15              | 1,25 |
| M 55/20  | 55  | 38 | 17 | 20 | 10,5 | 1,8      | 4          | 12  | 70 | 12,2               | 11,6           | 3,8            | 13,4              | 1,15              | 1,12 |
| M 65/27  | 65  | 45 | 20 | 26 | 12,5 | 3,4      | 5,63       | 25  | 77 | 14,5               | 7,5            | 3,3            | 8,2               | 1,15              | 1,08 |
| M 74/32  | 74  | 51 | 23 | 32 | 14   | 7,36     | 7,14       | 50  | 83 | 16,7               | 5,5            | 3              | 6                 | 1,15              | 1,06 |
| M 85/32  | 85  | 56 | 29 | 32 | 13,5 | 9,28     | 7,56       | 70  | 84 | 17,2               | 4,3            | 2,9            | 4,6               | 1,15              | 1,05 |
| M 85/45  | 85  | 56 | 29 | 45 | 13,5 | 13       | 7,56       | 100 | 85 | 18,7               | 3,1            | 2,6            | 3,3               | 1,15              | 1,04 |
| M 102/35 | 102 | 68 | 34 | 35 | 17   | 11,9     | 11,56      | 120 | 87 | 20                 | 3,1            | 2,4            | 3,6               | 1,15              | 1,04 |
| M 102/53 | 102 | 68 | 34 | 53 | 17   | 18       | 11,56      | 180 | 89 | 23,8               | 2,3            | 2,3            | 2,4               | 1,15              | 1,03 |

### Fazék vasmag

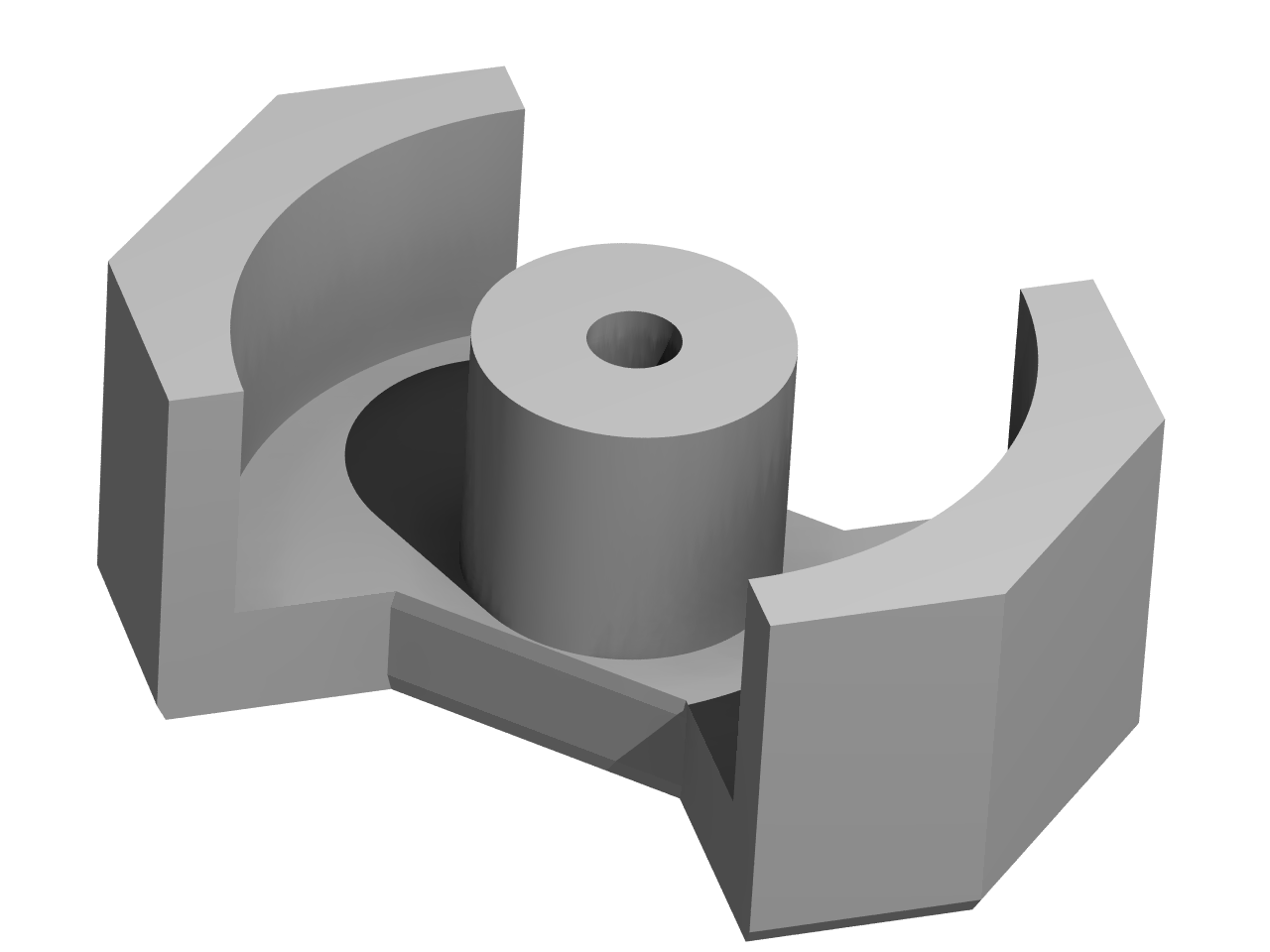
'RM' típusú fazék mag

Általában ferritből vagy hasonló anyagból készül. Induktivitások és kis transzformátorok készítésére használják. A fazékmag alakja kör egy belső oszloppal, és így a mag teljesen körbezárja a tekercset. Általában a vasmag két azonos félből készül. Ez a vasmagtípus eredményezi a legjobb árnyékoló hatást, és így az így készült eszközök okozzák a legkisebb elektromágneses interferenciát.

### Toroid vasmag

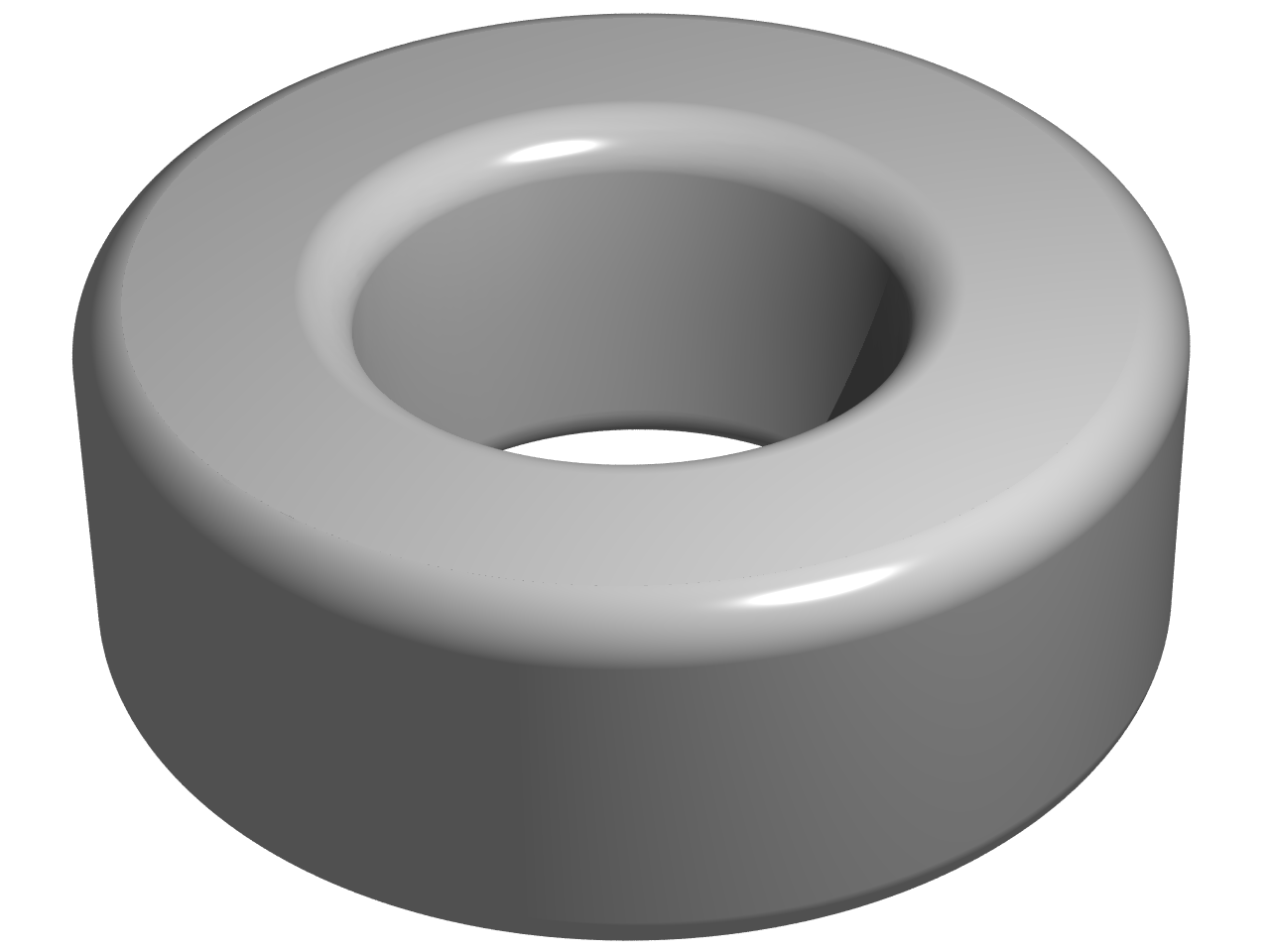
Toroid vasmag

Az ilyen vasmagok alakja toroid, azaz egy fánkhoz hasonló. A tekercset vagy tekercseket erre tekerik fel a középső lyukon átfűzve. Az ideális tekercs menetei egyenletesen oszlanak el a toroid kerülete mentén. Ebben az esetben a mágneses fluxus a vasmag nélkül is főként a tekercs belsejében záródna, így ilyen konstrukcióval érhető el a legkisebb szórt fluxus. Ezáltal nagyon jó hatásfokú, kis elektromágneses interferenciával rendelkező transzformátor vagy induktivitás hozható létre. Emiatt ez a megoldás nagyon elterjedten használt hifi erősítőkben, ahol az előbbi tulajdonságok igen fontosak. Ugyanakkor a tekercs elkészítése ebben az esetben bonyolultabb, mint a több részből összerakott magok esetében, és különleges gépet igényel.
A toroid vasmagok készülhetnek lemezelt vasból vagy porvasmagból, ferritből is. A lemezelt vasból készült toroid vasmagok leginkább hálózati transzformátorok vasmagjaként használatos.
A porvasból, ferritből készült toroid vasmagok rádiófrekvenciás transzformátorokban, tekercsekben használatosak. A porvasmagos tekercsek, transzformátorok üzemi frekvenciatartományát a vasmag anyaga határozza meg. A vasmag anyagát jelölik számmal vagy színkóddal.
Néhány toroid porvasmag technikai jellemzője:
| Anyag | Anyag         | Anyag                | μ0  | Hőmérsékleti stabilitás +ppm/°C | Üzemi frekvenciatartomány (MHz) | Üzemi frekvenciatartomány (MHz) | Üzemi frekvenciatartomány (MHz) | Üzemi frekvenciatartomány (MHz) |
| Kód   | Színkód       | Megnevezés           | μ0  | Hőmérsékleti stabilitás +ppm/°C | Rezonáns áramkörökben           | Rezonáns áramkörökben           | Szélessávú áramkörökben         | Szélessávú áramkörökben         |
| Kód   | Színkód       | Megnevezés           | μ0  | Hőmérsékleti stabilitás +ppm/°C | min                             | max                             | min                             | max                             |
| ----- | ------------- | -------------------- | --- | ------------------------------- | ------------------------------- | ------------------------------- | ------------------------------- | ------------------------------- |
| 42    | kék/vörös     | Hidrogénnel redukált | 40  | 550                             | 0,3                             | 0,8                             |                                 |                                 |
| 3     | szürke/ures   | Karbonil HP          | 35  | 370                             | 0,2                             | 1                               |                                 |                                 |
| 8     | narancs/üres  | Karbonil GQ4         | 35  | 255                             | 0,2                             | 1                               | 40                              | 250                             |
| 1     | kék/üres      | Karbonil C           | 20  | 280                             | 0,15                            | 3                               |                                 |                                 |
| 15    | vörös/fehér   | Karbonil GS6         | 25  | 190                             | 0,15                            | 3                               |                                 |                                 |
| 2     | vörös/üres    | Karbonil E           | 10  | 95                              | 0,25                            | 10                              | 150                             | 300                             |
| 7     | fehér/üres    | Karbonil TH          | 9   | 30                              | 1                               | 25                              |                                 |                                 |
| 4     | kék/fehér     | Karbonil J           | 9   | 280                             | 3                               | 40                              |                                 |                                 |
| 6     | sárga/üres    | Karbonil SF          | 8,5 | 35                              | 3                               | 40                              | 200                             | 400                             |
| 10    | fekete/üres   | Karbonil W           | 6   | 150                             | 15                              | 100                             | 300                             | 750                             |
| 17    | kék/sárga     | Karbonil             | 4   | 50                              | 20                              | 200                             |                                 |                                 |
| 12    | zöld/fehér    | Szintetikus oxid     | 4   | 170                             | 30                              | 250                             |                                 |                                 |
| 0     | üres          | Fenolos alapú        | 1   | 0                               | 50                              | 350                             | 350                             | 1000                            |
| 5     | szürke/üres   | Karbonil             | 5   | 280                             |                                 | 10                              |                                 |                                 |
| 14    | fekete/vörös  | Ferrit               | 14  | 150                             |                                 | 0,38                            |                                 |                                 |
| 18    | zöld/vörös    | Ferrit               | 55  | 385                             |                                 | 1,3                             |                                 |                                 |
| 19    | vörös/zöld    | Ferrit               | 55  | 650                             |                                 | 1                               |                                 |                                 |
| 26    | sárga/fehér   | Ferrit               | 75  | 825                             |                                 | 0,38                            |                                 |                                 |
| 30    | zöld/szürke   | Ferrit               | 22  | 565                             |                                 | 1,8                             |                                 |                                 |
| 34    | szürke/kék    | Ferrit               | 33  | 565                             |                                 | 1,4                             |                                 |                                 |
| 35    | sárga/szürke  | Ferrit               | 33  | 665                             |                                 | 1,1                             |                                 |                                 |
| 38    | szürke/fekete | Ferrit               | 85  | 956                             |                                 | 0,27                            |                                 |                                 |
| 40    | zöld/sárga    | Ferrit               | 60  | 950                             |                                 | 0,38                            |                                 |                                 |
| 45    | fekete/fekete | Ferrit               | 100 | 1043                            |                                 | 0,34                            |                                 |                                 |
| 52    | zöld/kék      | Ferrit               | 75  | 650                             |                                 | 0,59                            |                                 |                                 |

A gyártó a különböző vasmagokhoz katalógusban megadja az 1 menetre vonatkozó induktivitást (AL), amelyből kiszámítható, hogy adott induktivitás eléréséhez hány menetet kell felcsévélni a vasmagra:
{\displaystyle N={\sqrt {\frac {L}{A_{L}}}};L(nH)}
- N - a szükséges menetszám
- L - az elérendő induktivitás (nH)
- AL - önindukciós együttható, katalógusadat (nH/N2)

| AL értékek különféle toroid porvasmagokhoz | AL értékek különféle toroid porvasmagokhoz | AL értékek különféle toroid porvasmagokhoz | AL értékek különféle toroid porvasmagokhoz | AL értékek különféle toroid porvasmagokhoz | AL értékek különféle toroid porvasmagokhoz | AL értékek különféle toroid porvasmagokhoz | AL értékek különféle toroid porvasmagokhoz | AL értékek különféle toroid porvasmagokhoz | AL értékek különféle toroid porvasmagokhoz | AL értékek különféle toroid porvasmagokhoz | AL értékek különféle toroid porvasmagokhoz | AL értékek különféle toroid porvasmagokhoz | AL értékek különféle toroid porvasmagokhoz | AL értékek különféle toroid porvasmagokhoz | AL értékek különféle toroid porvasmagokhoz | AL értékek különféle toroid porvasmagokhoz | AL értékek különféle toroid porvasmagokhoz | AL értékek különféle toroid porvasmagokhoz | AL értékek különféle toroid porvasmagokhoz |
| Méretkód                                   | Anyag                                      | Anyag                                      | Anyag                                      | Anyag                                      | Anyag                                      | Anyag                                      | Anyag                                      | Anyag                                      | Anyag                                      | Anyag                                      | Anyag                                      | Anyag                                      | Anyag                                      | Méret                                      | Méret                                      | Méret                                      | Méret                                      | Méret                                      | Méret                                      |
| Méretkód                                   | 1                                          | 2                                          | 3                                          | 4                                          | 6                                          | 7                                          | 8                                          | 10                                         | 12                                         | 15                                         | 17                                         | 42                                         | 0                                          | OD                                         | ID                                         | Ht                                         | l                                          | A                                          | V                                          |
| Méretkód                                   | ±10%                                       | ±5%                                        | ±10%                                       | ±5%                                        | ±5%                                        | ±5%                                        | ±10%                                       | ±5%                                        | ±5%                                        | ±10%                                       | ±5%                                        | ±10%                                       |                                            | mm                                         | mm                                         | mm                                         | cm                                         | cm2                                        | cm3                                        |
| ------------------------------------------ | ------------------------------------------ | ------------------------------------------ | ------------------------------------------ | ------------------------------------------ | ------------------------------------------ | ------------------------------------------ | ------------------------------------------ | ------------------------------------------ | ------------------------------------------ | ------------------------------------------ | ------------------------------------------ | ------------------------------------------ | ------------------------------------------ | ------------------------------------------ | ------------------------------------------ | ------------------------------------------ | ------------------------------------------ | ------------------------------------------ | ------------------------------------------ |
| T5-                                        |                                            |                                            |                                            |                                            | 1                                          |                                            |                                            | 0,7                                        |                                            |                                            | 0,42                                       |                                            | 0,16                                       | 1,27                                       | 0,64                                       | 0,64                                       | 0,3                                        | 0,0019                                     | 0,0006                                     |
| T7-                                        | 3,5                                        | 1,35                                       |                                            |                                            | 1,3                                        |                                            |                                            | 0,9                                        | 0,6                                        |                                            | 0,6                                        |                                            | 0,3                                        | 1,78                                       | 0,89                                       | 0,76                                       | 0,42                                       | 0,0035                                     | 0,0015                                     |
| T10-                                       | 3,2                                        | 1,35                                       |                                            |                                            | 1,15                                       |                                            |                                            | 0,8                                        | 0,5                                        |                                            | 0,5                                        |                                            | 0,24                                       | 2,46                                       | 1,12                                       | 0,76                                       | 0,56                                       | 0,0045                                     | 0,0025                                     |
| T12-                                       | 4,8                                        | 2                                          | 6                                          |                                            | 1,7                                        | 1,8                                        |                                            | 1,2                                        | 0,75                                       | 5                                          | 0,75                                       |                                            | 0,24                                       | 3,18                                       | 1,57                                       | 1,27                                       | 0,75                                       | 0,01                                       | 0,0077                                     |
| T16-                                       | 4,4                                        | 2,2                                        | 6,1                                        |                                            | 1,3                                        |                                            |                                            | 1,3                                        | 0,8                                        | 5,5                                        | 0,8                                        |                                            | 0,3                                        | 4,06                                       | 1,98                                       | 1,52                                       | 0,93                                       | 0,015                                      | 0,0141                                     |
| T18-                                       |                                            |                                            |                                            |                                            | 0,9                                        |                                            |                                            |                                            |                                            |                                            |                                            |                                            |                                            | 4,7                                        | 2,59                                       | 1,02                                       | 1,14                                       | 0,01                                       | 0,0114                                     |
| T20-                                       | 5,2                                        | 2,5                                        | 7,6                                        |                                            | 2,2                                        | 2,3                                        |                                            | 1,6                                        | 1                                          | 6,5                                        | 1                                          |                                            | 0,35                                       | 5,08                                       | 2,24                                       | 1,78                                       | 1,15                                       | 0,023                                      | 0,026                                      |
| T22-                                       | 5,5                                        |                                            |                                            |                                            | 4,5                                        |                                            |                                            | 3,2                                        |                                            |                                            |                                            |                                            |                                            | 5,66                                       | 2,46                                       | 3,63                                       | 1,28                                       | 0,052                                      | 0,067                                      |
| T25-                                       | 7                                          | 3,4                                        | 10                                         |                                            | 2,7                                        | 2,9                                        |                                            | 1,9                                        | 1,2                                        | 8,5                                        | 1,2                                        |                                            | 0,45                                       | 6,48                                       | 3,05                                       | 2,44                                       | 1,5                                        | 0,037                                      | 0,055                                      |
| T27-                                       |                                            | 3,3                                        |                                            |                                            | 2,7                                        |                                            |                                            | 2,2                                        | 1,5                                        |                                            | 1,3                                        |                                            | 0,45                                       | 7,11                                       | 3,84                                       | 3,25                                       | 1,71                                       | 0,047                                      | 0,08                                       |
| T30-                                       | 8,5                                        | 4,3                                        | 14                                         |                                            | 3,6                                        | 3,7                                        |                                            | 2,5                                        | 1,6                                        | 9,3                                        | 1,6                                        |                                            | 0,6                                        | 7,8                                        | 3,84                                       | 3,25                                       | 1,84                                       | 0,061                                      | 0,11                                       |
| T37-                                       | 8                                          | 4                                          | 12                                         |                                            | 3                                          | 3,2                                        |                                            | 2,5                                        | 1,5                                        | 9                                          | 1,5                                        |                                            | 0,49                                       | 9,53                                       | 5,21                                       | 3,25                                       | 2,31                                       | 0,064                                      | 0,147                                      |
| T44-                                       | 10,5                                       | 5,2                                        | 18                                         |                                            | 4,2                                        | 4,6                                        |                                            | 3,3                                        | 1,85                                       | 16                                         | 1,85                                       |                                            | 0,65                                       | 11,2                                       | 5,82                                       | 4,04                                       | 2,68                                       | 0,099                                      | 0,266                                      |
| T50-                                       | 10                                         | 4,9                                        | 17,5                                       |                                            | 4                                          | 4,3                                        |                                            | 3,1                                        | 1,8                                        | 13,5                                       | 1,8                                        |                                            | 0,64                                       | 12,7                                       | 7,7                                        | 4,83                                       | 3,19                                       | 0,112                                      | 0,358                                      |
| T60-                                       |                                            | 6,5                                        |                                            |                                            | 5,5                                        |                                            |                                            |                                            |                                            |                                            |                                            |                                            |                                            | 15,2                                       | 8,53                                       | 5,94                                       | 3,74                                       | 0,187                                      | 0,699                                      |
| T68-                                       | 11,5                                       | 5,7                                        | 19,5                                       |                                            | 4,7                                        | 5,2                                        |                                            | 3,2                                        | 2,1                                        | 18                                         | 2,1                                        |                                            | 0,75                                       | 17,5                                       | 9,4                                        | 4,83                                       | 4,23                                       | 0,179                                      | 0,759                                      |
| T72-                                       |                                            | 12,8                                       | 36                                         |                                            |                                            | 9,5                                        |                                            |                                            |                                            |                                            |                                            |                                            |                                            | 18,3                                       | 7,11                                       | 6,6                                        | 4,01                                       | 0,349                                      | 1,4                                        |
| T80-                                       | 11,5                                       | 5,5                                        | 18                                         |                                            | 4,5                                        | 5                                          |                                            | 3,2                                        | 2,2                                        | 17                                         | 2,2                                        |                                            | 0,85                                       | 20,2                                       | 12,6                                       | 6,35                                       | 5,14                                       | 0,231                                      | 1,19                                       |
| T94-                                       | 16                                         | 8,4                                        | 24,8                                       |                                            | 7                                          |                                            |                                            | 5,8                                        |                                            | 20                                         | 2,9                                        |                                            | 1,06                                       | 23,9                                       | 14,2                                       | 7,92                                       | 5,97                                       | 0,362                                      | 2,16                                       |
| T106-                                      | 28                                         | 13,5                                       | 45                                         |                                            | 11,6                                       | 13,3                                       |                                            |                                            |                                            | 34,5                                       | 5,1                                        |                                            | 1,9                                        | 26,9                                       | 14,5                                       | 11,1                                       | 6,49                                       | 0,659                                      | 4,28                                       |
| T130-                                      | 20                                         | 11                                         | 35                                         |                                            | 9,6                                        | 10,3                                       |                                            |                                            |                                            | 25                                         | 4                                          |                                            | 1,5                                        | 33                                         | 19,8                                       | 11,1                                       | 8,28                                       | 0,698                                      | 5,78                                       |
| T157-                                      | 32                                         | 14                                         | 42                                         |                                            | 11,5                                       |                                            |                                            |                                            |                                            |                                            | 5,3                                        |                                            |                                            | 33,9                                       | 24,1                                       | 14,5                                       | 10,1                                       | 1,06                                       | 10,7                                       |
| T175-                                      |                                            | 15                                         |                                            |                                            | 12                                         |                                            |                                            |                                            |                                            |                                            |                                            |                                            |                                            | 44,5                                       | 27,2                                       | 16,5                                       | 11,2                                       | 1,34                                       | 15                                         |
| T184-                                      | 50                                         | 24                                         | 73                                         |                                            | 19,5                                       |                                            |                                            |                                            |                                            |                                            | 8,7                                        |                                            |                                            | 46,7                                       | 24,1                                       | 18                                         | 11,2                                       | 1,88                                       | 21                                         |
| T200-                                      | 25                                         | 12                                         | 42                                         |                                            | 10,4                                       | 10,5                                       |                                            |                                            |                                            |                                            |                                            |                                            |                                            | 50,8                                       | 31,8                                       | 14                                         | 13                                         | 1,27                                       | 16,4                                       |
| T225-                                      |                                            | 12                                         | 42,5                                       |                                            | 10,4                                       |                                            |                                            |                                            |                                            |                                            |                                            |                                            |                                            | 57,2                                       | 35,6                                       | 14                                         | 14,6                                       | 1,42                                       | 20,7                                       |
| T300-                                      |                                            | 11,4                                       |                                            |                                            |                                            |                                            |                                            |                                            |                                            |                                            |                                            |                                            |                                            | 77,2                                       | 49                                         | 12,7                                       | 19,8                                       | 1,68                                       | 33,4                                       |
| T400-                                      |                                            | 18                                         |                                            |                                            |                                            |                                            |                                            |                                            |                                            |                                            |                                            |                                            |                                            | 102                                        | 57,2                                       | 16,5                                       | 25                                         | 3,46                                       | 86,4                                       |
| T520-                                      |                                            | 20                                         |                                            |                                            |                                            |                                            |                                            |                                            |                                            |                                            |                                            |                                            |                                            | 132                                        | 78,2                                       | 20,3                                       | 33,1                                       | 5,24                                       | 173                                        |

### Sík vagy planáris vasmag

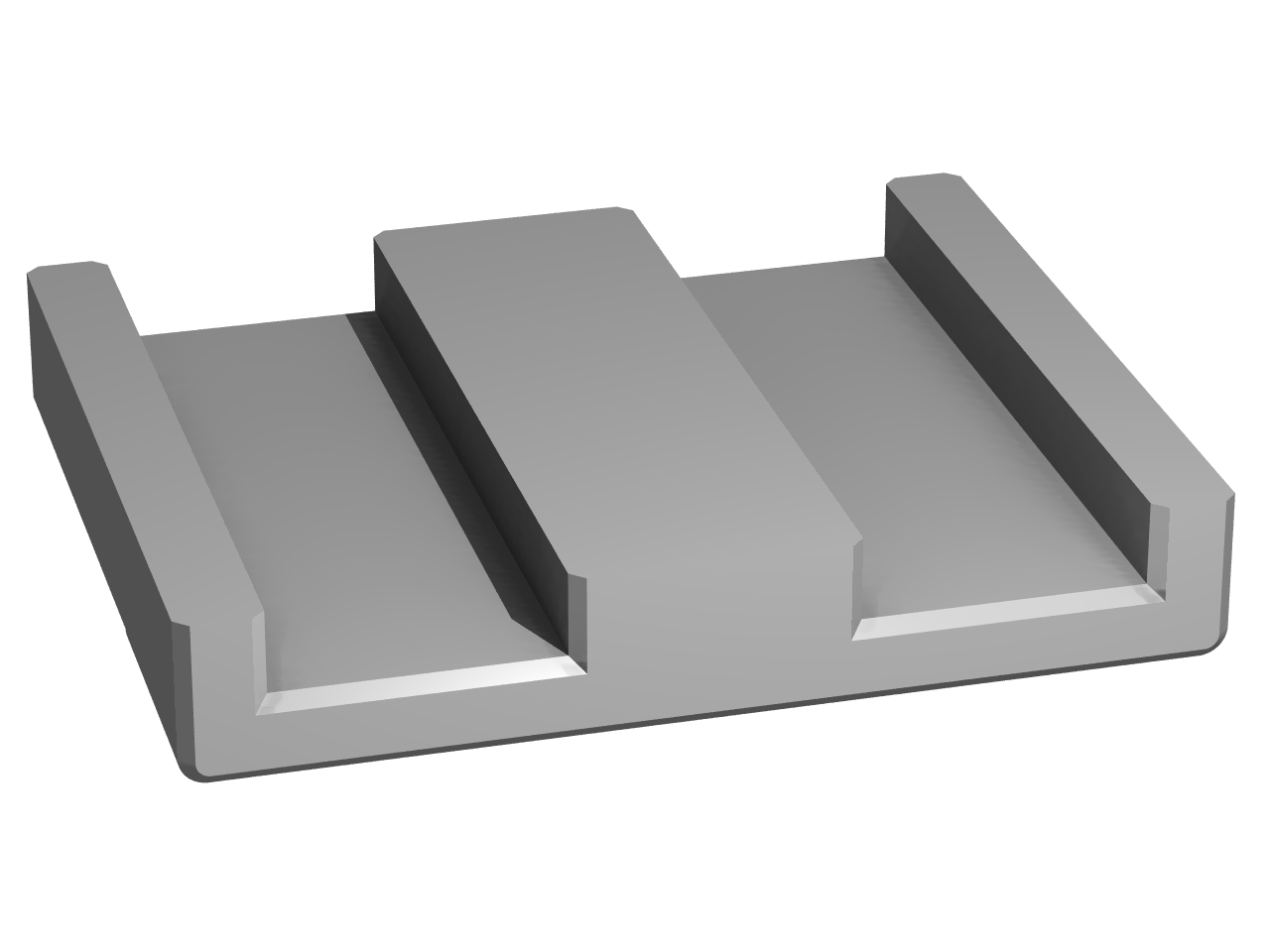
Sík (planáris) 'E' vasmag

Egy sík vasmag két mágnesezhető anyagból készült lapból áll. Egyiket a tekercs alatt, másikat a tekercs felett helyezik el. Tipikusan nyomtatott áramköri tekercseléssel használják. Ez a konstrukció tömeggyártásra kiválóan alkalmas, nagy teljesítménysűrűséget tesz lehetővé kedvező költségek mellett. Árnyékolási szempontból nem annyira ideális, mint a fazék vasmag vagy a toroid vasmag, viszont gyártása jóval olcsóbb.

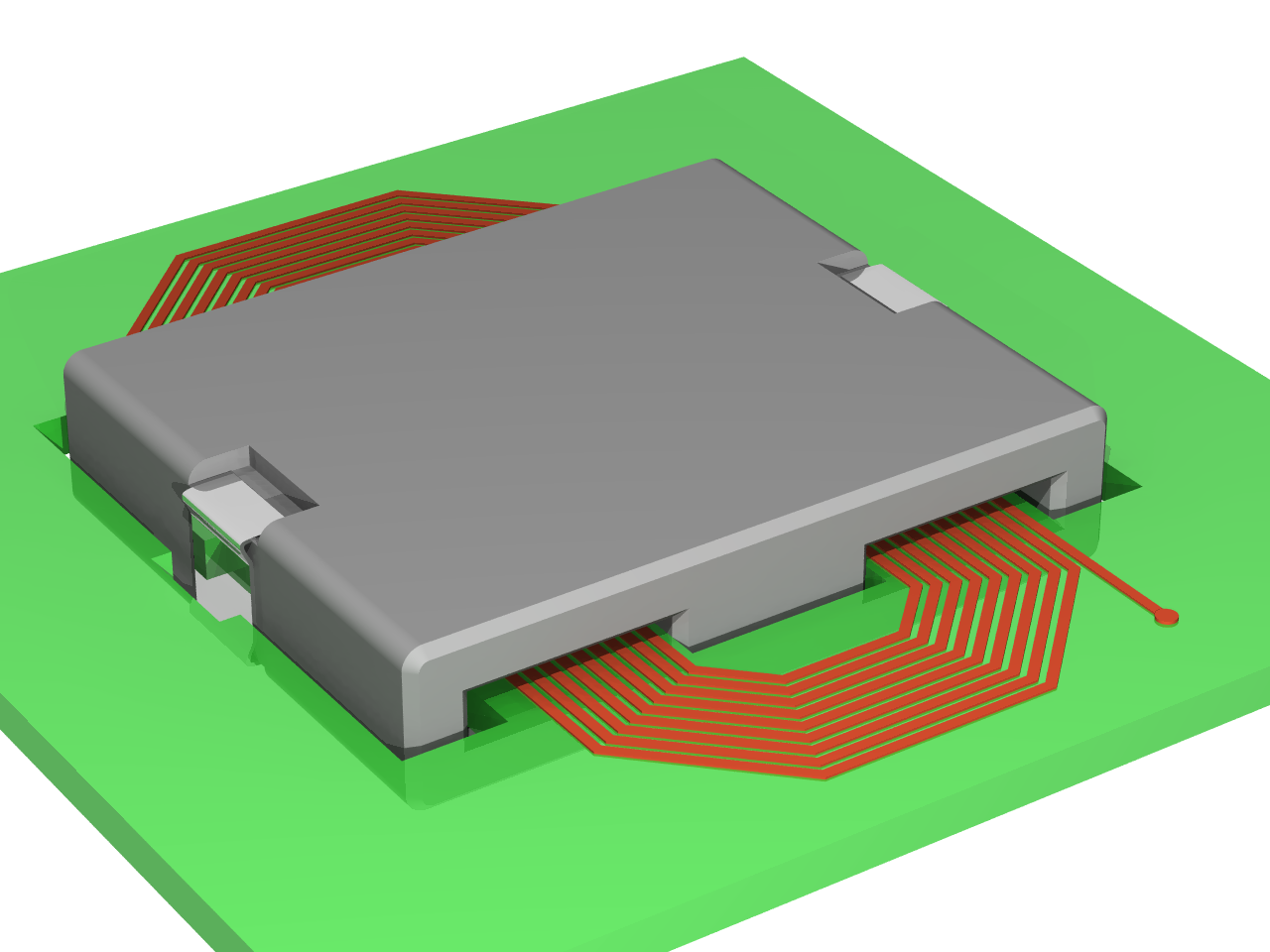
Planáris induktivitás

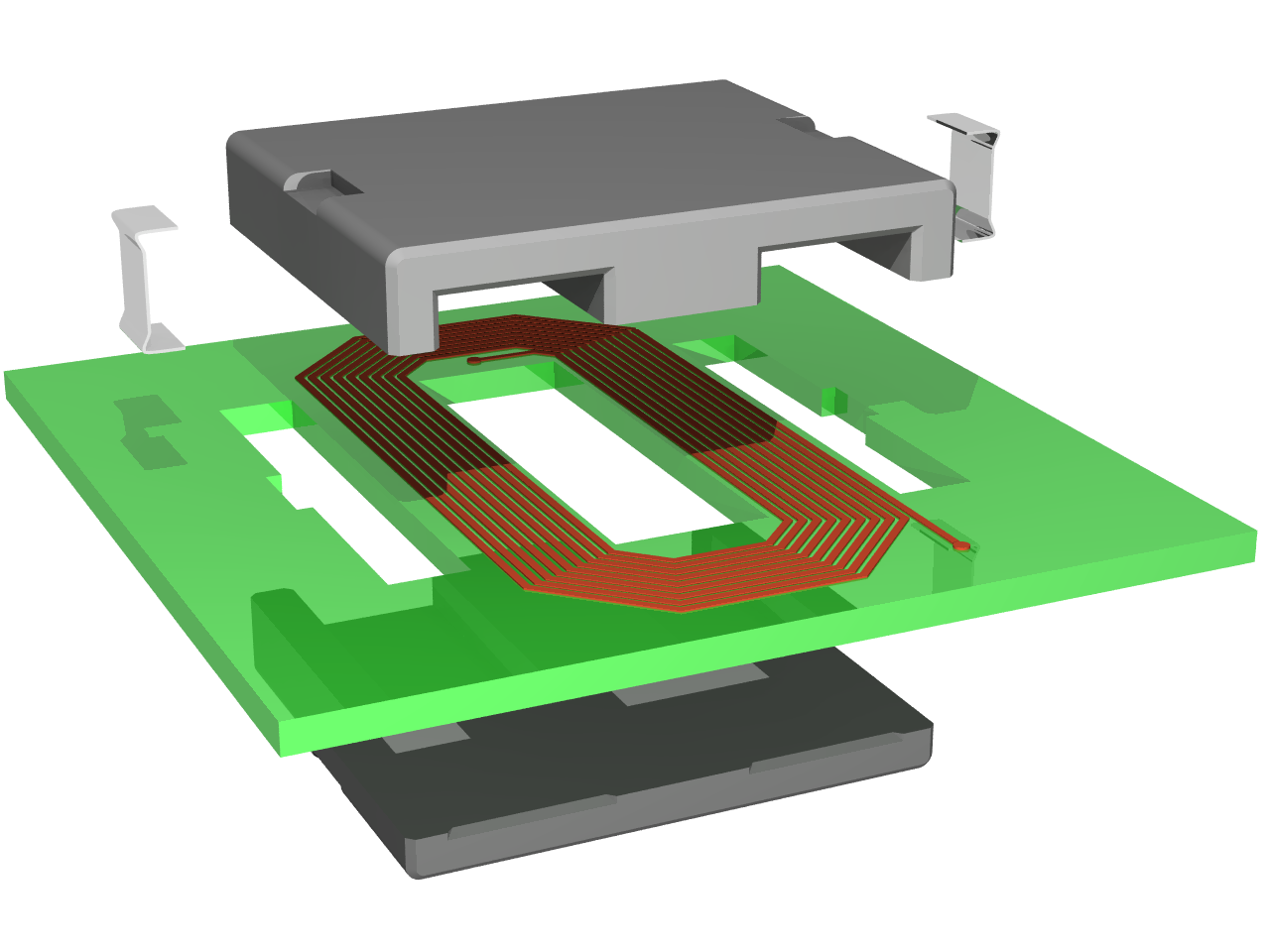
Robbantott ábra, amely mutatja a nyomtatott áramköri lemezen elhelyezkedő spirális tekercset

## Veszteségek
A vasmagban ébredő veszteségeket nevezik az elektrotechnikában vasveszteségnek. Ez a veszteség több komponensből tevődik össze, amelyek különböző fizikai jelenségekből származnak. Két legfontosabb komponense a hiszterézisveszteség és az örvényáramú veszteség. Ezeken kívül létezik még egy a ferromágneses anyag domén falainak mozgásából adódó veszteség komponens is, amellyel azonban a mérnöki gyakorlatban általában külön nem számolnak.

### Hiszterézisveszteség
A vasmagként használt ferromágneses anyagok mágnesezési görbéje (B(H) görbe) hiszterézises jellegű, a hiszterézis hurok területe arányos az egységnyi tömegű anyagban egy átmágnesezési ciklus alatt elveszett energiával [J/kg]. A hurok területe a telítésig jó közelítéssel a mágneses indukció maximumának négyzetével arányos. Az időegység alatt történő átmágnesezési ciklusok számát ciklusszámot a frekvencia adja, amivel így a hiszterézis veszteség egyenesen arányos. Értelemszerűen a vasmag köré csévélt tekercs vagy tekercsek egyenárammal történő táplálása esetén a frekvencia nulla, átmágneseződés nem történik, így hiszterézis veszteség sincs.
A mérnöki gyakorlatban egy anyag hiszterézis veszteségét egy jellemző frekvencia és maximum mágneses indukcióra szokás megadni például az alábbiak szerint:
{\displaystyle {v_{ha}=1,4{\frac {W}{kg}}}} @ {\displaystyle f_{a}=50Hz,B_{a}=1T}
Más frekvenciaértékre és maximális indukcióértékre a veszteségi szám az alábbiak szerint számítható át:
{\displaystyle v_{h}=v_{ha}{\frac {f}{f_{a}}}*{\frac {B*B}{B_{a}*B_{a}}}}
A veszteség nagysága a mágneses indukció frekvenciáján és maximumán kívül a jelalaktól is függ, az előbbiek szinuszos változásra vonatkoznak. A szinuszénál meredekebb átmenettel rendelkező jelalak esetén (pl. négyszög vagy háromszög jel) a veszteség nagyobb lesz.

### Örvényáramúveszteségek
A vasmagban indukálódó feszültség által keltett áramok is veszteséget okoznak, ezeket örvényáramú veszteségnek nevezik, mivel az így kialakuló áramok örvényekként veszik körbe a vasmagban váltakozó fluxust. Minél nagyobb a maganyag villamos ellenállása annál kisebb lesz a veszteség (fordított arányosság). Az örvényáramú veszteséget lemezeléssel lehet csökkenteni. A lemezhatárokat az áramokra merőlegesen kell elhelyezni.
A hiszterézis veszteséghez hasonlóan a mérnöki gyakorlatban az örvényáramú veszteséget is egy jellemző frekvencia és maximális indukció értékre adják meg. Az örvényáramú veszteségek azonban a hiszterézis veszteségtől eltérően a maximális indukcióval és a frekvenciával is négyzetesen arányos. Megadása és átszámítása például:
{\displaystyle {v_{oa}=0,9{\frac {W}{kg}}}} @ {\displaystyle f_{a}=50Hz,B_{a}=1T}
{\displaystyle v_{o}=v_{oa}{\frac {f*f}{f_{a}*f_{a}}}*{\frac {B*B}{B_{a}*B_{a}}}}

### Doménfalmozgás
A változó mágneses tér hatására a ferromágneses anyagokban található domének határai kismértékben elmozdulnak. Egyes domének megnőnek, míg mások összezsugorodnak, és e ciklikus mozgás energiaveszteséggel (az anyag melegedésével) jár. A doménfalak mozgása által okozott veszteségi teljesítmény a frekvencia első, a mágneses indukció másfeledik hatványával arányos.

### Veszteségi szám
Egy maganyag veszteségi száma adott frekvenciára és maximális indukcióra vonatkoztatva a hiszterézis veszteségi szám és az örvényáramú veszteségi szám összege. Sok esetben a gyártók csak ezt adják meg, de megadják 50 Hz-re és 60 Hz-re is. Ekkor a frekvenciafüggés különbségeit kihasználva a két érték alapján meghatározható az örvényáramú és a hiszterézis veszteségi szám.

## Lásd még
- Induktivitás
- Transzformátor
- Ferrit

## Külső hivatkozások
- Toroid Winding Calculator Archiválva 2007. szeptember 28-i dátummal a Wayback Machine-ben – Online ferrit és por vasmag méretező